# دينيس غلوشاكوف
دينيس بوريسوفيتش غلوشاكوف (بالروسية: Денис Борисович Глушаков) (مواليد 27 يناير 1987 في ميليروفو، الاتحاد السوفييتي) لاعب كرة قدم روسي يجيد اللعب في مركز الوسط المهاجم ويلعب حاليا في نادي لوكوموتيف موسكو الروسي منذ 2005.